# タブロイドTV
『タブロイドTV』（タブロイドテレビ）は、1993年10月5日から1994年7月までテレビ朝日の『ネオバラエティ』枠で放送されていたバラエティ番組。放送時間は毎週火曜 23:25 - 23:55 （日本標準時）。

## 概要
山瀬まみ、きたろう、バカルディ（現・さまぁ〜ず）がジャーナリストに扮し、様々なものを取材していた深夜番組。「日本一くだらない報道番組」がコンセプトで、スタジオも報道センターを模したものだった。「報道番組」という触れ込みだが、実際には都市伝説検証番組に近い。

## 主な取材内容
- ヘディングをすると頭が悪くなる？（大学のサッカー部員たちに学力テストを実施して検証）
- 黒い下着を着けると体調を崩す？（ランジェリーパブに勤務する女性を取材）
- 宇宙人と遭遇した男？（「宇宙人に遭遇した」と自称する男性にインタビュー）
- ミサンガは細菌兵器か？（日本食品分析センターの協力のもとスタッフが半年以上付けていたミサンガを検証用に実験培養、カビが大量に繁殖していることを証明、街中インタビューではミサンガを付けている人に体調を聞いた）
- 性フェロモンの秘密(街中インタビュー、その後三村がヘリに乗り、ヘリが少し空中に上がったところで映像は終了している)

## 出演者
- 山瀬まみ
- きたろう（シティボーイズ）
- バカルディ

## オープニングテーマ
- ハッピー・サッド（ピチカート・ファイヴ）（1994年4月～7月）

## エンディングテーマ
- あ 不思議な気持ち（山瀬まみ）

| テレビ朝日 火曜23:25枠 （『ネオバラエティ』火曜） | テレビ朝日 火曜23:25枠 （『ネオバラエティ』火曜） | テレビ朝日 火曜23:25枠 （『ネオバラエティ』火曜） |
| 前番組                                            | 番組名                                            | 次番組                                            |
| ------------------------------------------------- | ------------------------------------------------- | ------------------------------------------------- |
| ネオドラマ （1992年4月6日 - 1993年9月30日）       | タブロイドTV （1993年10月5日 - 1994年7月）        | ダチョ〜ン倶楽部 （1994年7月 - 1995年3月）        |